# Most Valuable Player
Most Valuable Player (MVP, engelsk for "mest værdifulde spiller") er en betegnelse som ofte bruges i især amerikanske sportsgrene til at hædre den bedste eller vigtigste spiller i en sæson, turnering eller kamp.
Eksempler på sportsgerne hvor der udnævnes Most Valuable Player:
- MLB Most Valuable Player – pris der uddeles årligt til den bedste spiller i baseball i USA
- NFL Most Valuable Player – pris der uddeles årligt til den bedste spiller i amerikansk fodbold i USA
  - Super Bowl MVP – pris der uddeles til bedste spiller i den årlige Super Bowl-mesterskabskamp i NFL
- NBA Most Valuable Player – pris der uddeles årligt til den bedste spiller i basketball i USA